# Twin Method
Twin Method é uma banda de new metal formada em 2003 na cidade de Liverpool.

## Integrantes
- Ioannis "Yan" Lamberti – vocal
- Jason Potticary – vocal
- Dean "Melvin" Gibney – guitarra
- Matt Carter – baixo
- Adam Carter – bateria
- Robin Carter – DJ

## Discografia
- 2006: The Volume of Self